# Gorno Vranovtsi
Gorno Vranovtsi (en macédonien Горно Врановци) est un village du centre de la Macédoine du Nord, situé dans la municipalité de Tchachka. Le village comptait 199 habitants en 2002.

## Démographie
Lors du recensement de 2002, le village comptait :
- Albanais : 189
- Turcs : 9
- Macédoniens : 1